# The Hives
The Hives je švédská rocková kapela, která se proslavila krátce po roce 2000 jako jedna ze skupin, které pomohly k obrození garážového rocku.
Prvního velkého úspěchu se dočkala jejich deska Your New Favourite Band, kde se objevil i jejich komerčně nejznámější hit Hate to Say I Told You So. Kapela je silně ovlivněna punkem a garážovým rockem, díky čemuž nosí i odpovídající černo bílé oblečení.

## Historie

### Začátky (Oh Lord! When? How? a Barely Legal)
Sama skupina tvrdí, že vznikla v roce 1993 pod vedením Randyho Fitzsimmonse, který jim navrhl ať zkusí právě garage rock. Fizsimmons údajně i pár písní kapele složil.
V roce 1995 podepsal frontman Pelle Almqvist smlouvu se Sidekick records, kde následujícího roku vydali EP s názvem Oh Lord! When? How?.
V roce 1997 vydali své debutové album nazvané Barely Legal, se kterým vyjeli i na turné. Následujícího roku vydali své další EP nazvané A.K.A. I-D-I-O-T.

### Průlom (Veni Vidi Vicious a Your New Favourite Band)
Po dvouleté přestávce se The Hives opět vrátili na hudební scénu s novým albem, které nazvali Veni Vidi Vicious, kde se kapela odklonila od punkrocku a na albu prezentovala zvuk počátků garage rocku. Sama kapela popsala album jako „Sametovou a drsnou rukavici.“
Z alba byly vydány i úspěšné singly, nejznámějším je zřejmě Hate to Say I Told You So.

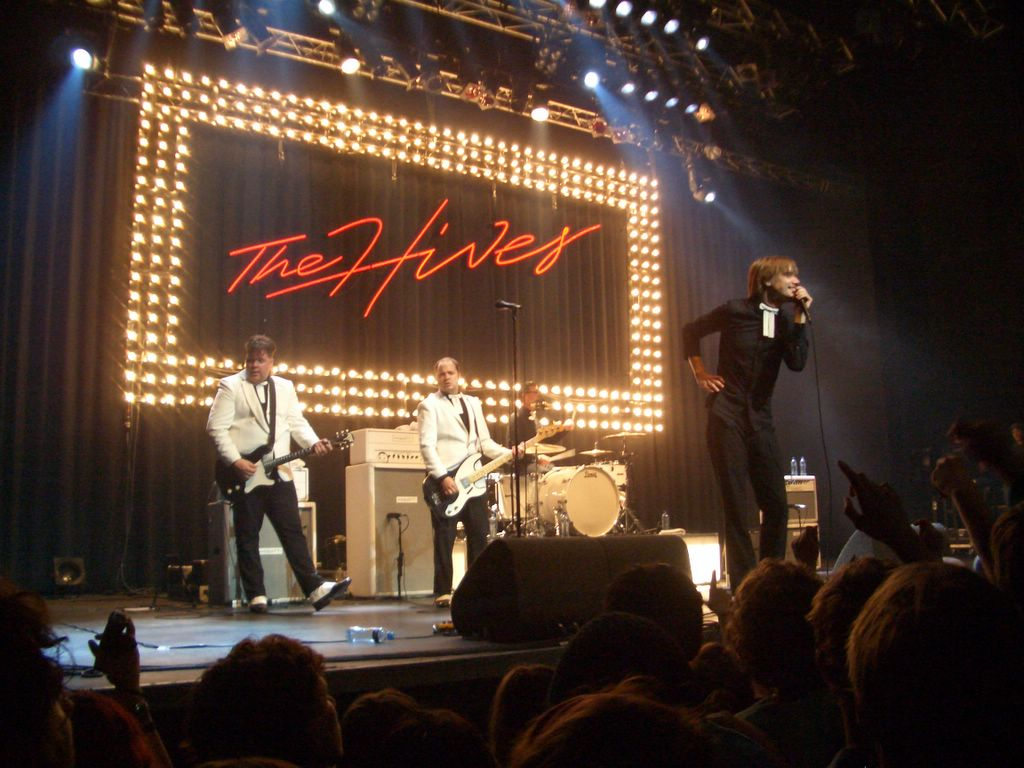
The Hives během vystoupení

Po zhlédnutí videa k singlu Hate to Say I Told You So na německé televizi se Alan McGee z Creation Records rozhodl podepsat se skupinou smlouvu. Pod jeho labelem také vyšla deska Your New Favourite Band v roce 2001, která byla průlomem v kariéře The Hives. Album se dostalo na 7. místo v Britské albové hitparádě a singl Hate to Say I Told You So se dočkal opětovného vydání stejně jako singl Main Offender. Singly se umístilyna 23. respektive 24. místě ve Velké Británii. Skupina se rozhodla znovu vydat i samotné album Veni Vidi Vicious, tentokrát ale v USA.
Během propagace těchto dvou alb podepsali The Hives opět novou smlouvu tentokrát s jedním z největších labelů Universal Music. Tato smlouva vyvolala konflikt s jejich prvním labelem, kde se jim The Hives zavazovali vydáním ještě jednoho alba.

### Pokračování úspěchů (Tyrannosaurus Hives a další)
Po rozsáhlém turné vydali The Hives v roce 2004 další album s názvem Tyrannosaurus Hives. Album obsahuje i velké hity Walk Idiot Walk, který debutoval na 13. místě v Británii, Two-Timing Touch and Broken Bones, který se také dostal do TOP 50.
Brzy po vydání alba Tyrannosaurus Hives začala kapela pracovat na dalším albu, které ale vyjde až na podzim roku 2007 a dostalo název The Black and White Album, které celé natočili v Mississippi. 24. července 2007 během svého turné oznámili na koncertě v Londýně, že nová deska spatří světlo světa v říjnu.
Na Hurricane Festivalu v Německu představili některé ze svých songů, které se jmenují „Hey Little World“ a „Lasse Shuffle (Arm Yourself for Armageddon, Arm Yourself For Summer)“. . Další dvě písně„ Have No Money“ a „Tick Tick Boom“ avizovala sama kapela.
22. května 2007 se objevilo na internetových stránkách The Hives nazvané Remember the Titans, které fanoušci označili za nejlepší.

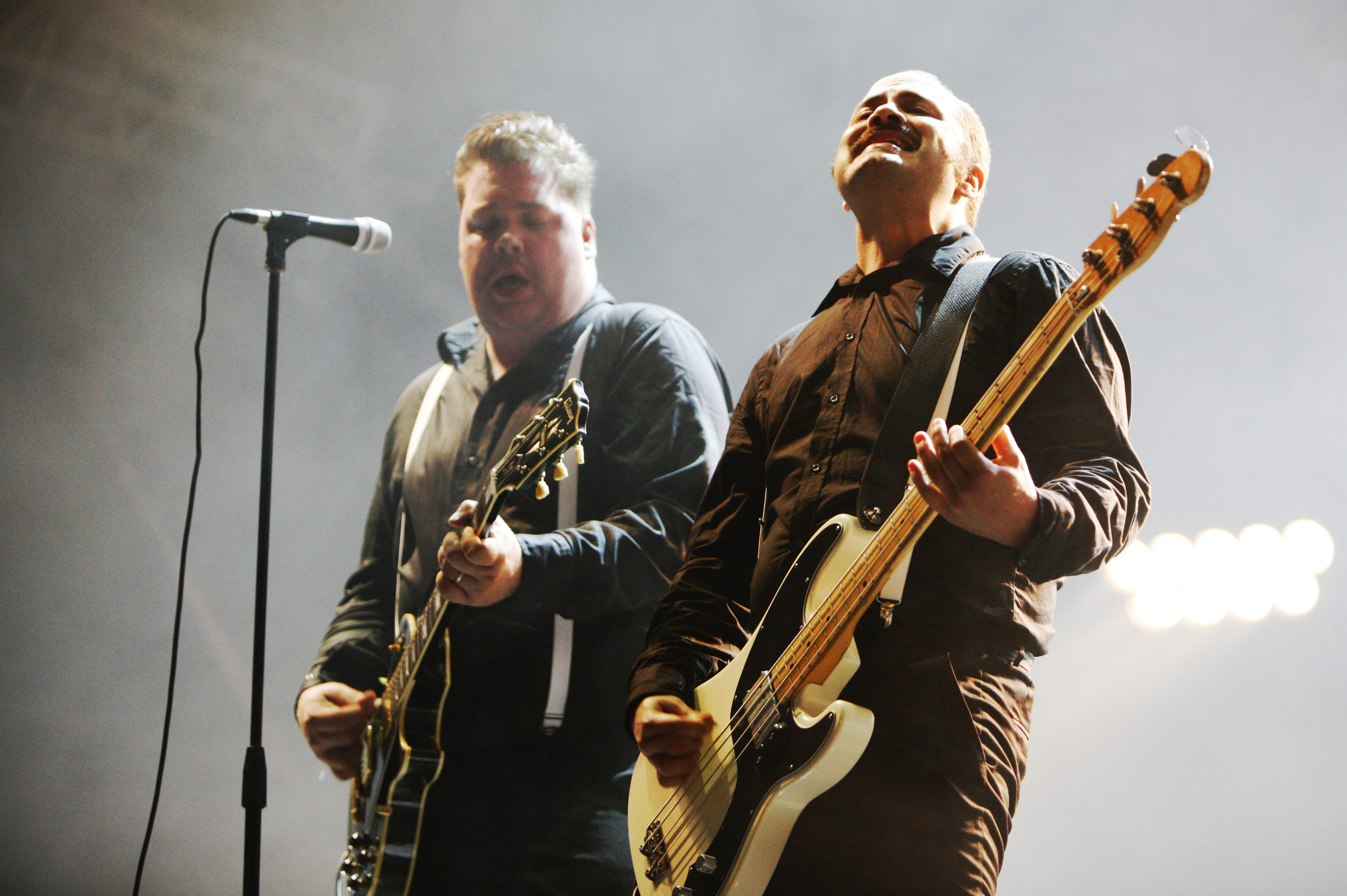
Vigilante Carlstroem a Dr. Matt Destruction

11. července oznámili The Hives, že se vracejí na koncertní pódia do Severní Ameriky, kde pojedou turné společně s Maroon 5.

### Návrat (The Black and White Album)
Oficiální internetové stránky The Hives oznámily v půlce srpna 2007 nové album, společně s obalem a novým singlem, který dostal název Tick Tick Boom a byl vydán 14. srpna v USA. V Evropě singl vyšel 24. září.
Odtajněno bylo i datum vydání desky, které vyšlo 8. října 2007.

## Randy Fitzsimmons

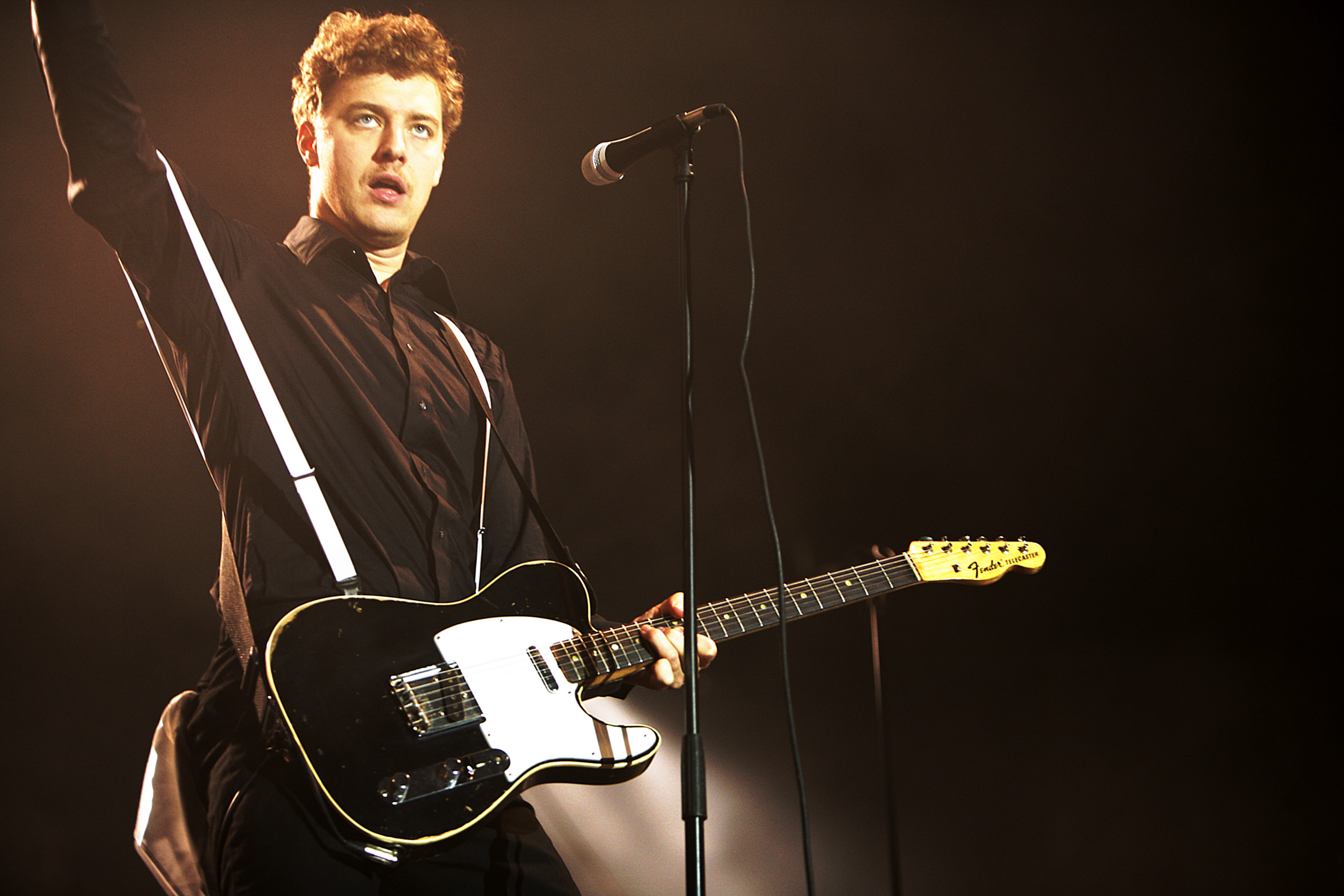
Randy Fitzismmons aka Nicholaus Arson

Skupina tvrdí, že písně jim píše jejich čestný šestý člen Randy Fitzsimmons. Časopis NME ale odhalil, že Randy Fitzsimmons ve skutečnosti neexistuje a je to pouze pseudonym Nicholause Arsona, kytaristy The Hives. Arson a zbytek The Hives toto popírají a dále Fitzsimmonse označují jako dvorního skladatele kapely. Fiktivní postavě se věnuje také zatím poslední vydaná deska The Death of Randy Fitzsimmons z roku 2023.

## Vystoupení
Frontman Howlin' Pelle Amqvist svými kousky na jevišti, jako je skákaní mezi diváky, slézání ramp nebo mluvení nesmyslným jazykem. Jeho oblíbenou činností je ale provokovat fanoušky, stejně jak to udělal například na Video Music Awards 2002, kde prohlásil: „Já vím, že chcete, abychom hráli déle, ale náš čas uplynul a vy můžete teď vypnout televizi.“
Podobné slovní provokace a jiné kousky The Hives si měli možnosti vyslechnout i čeští fanoušci 5. července 2007 na festivalu Rock for People a později i 30. dubna 2014 na Čarodějáles v Brně.

## Spolupráce

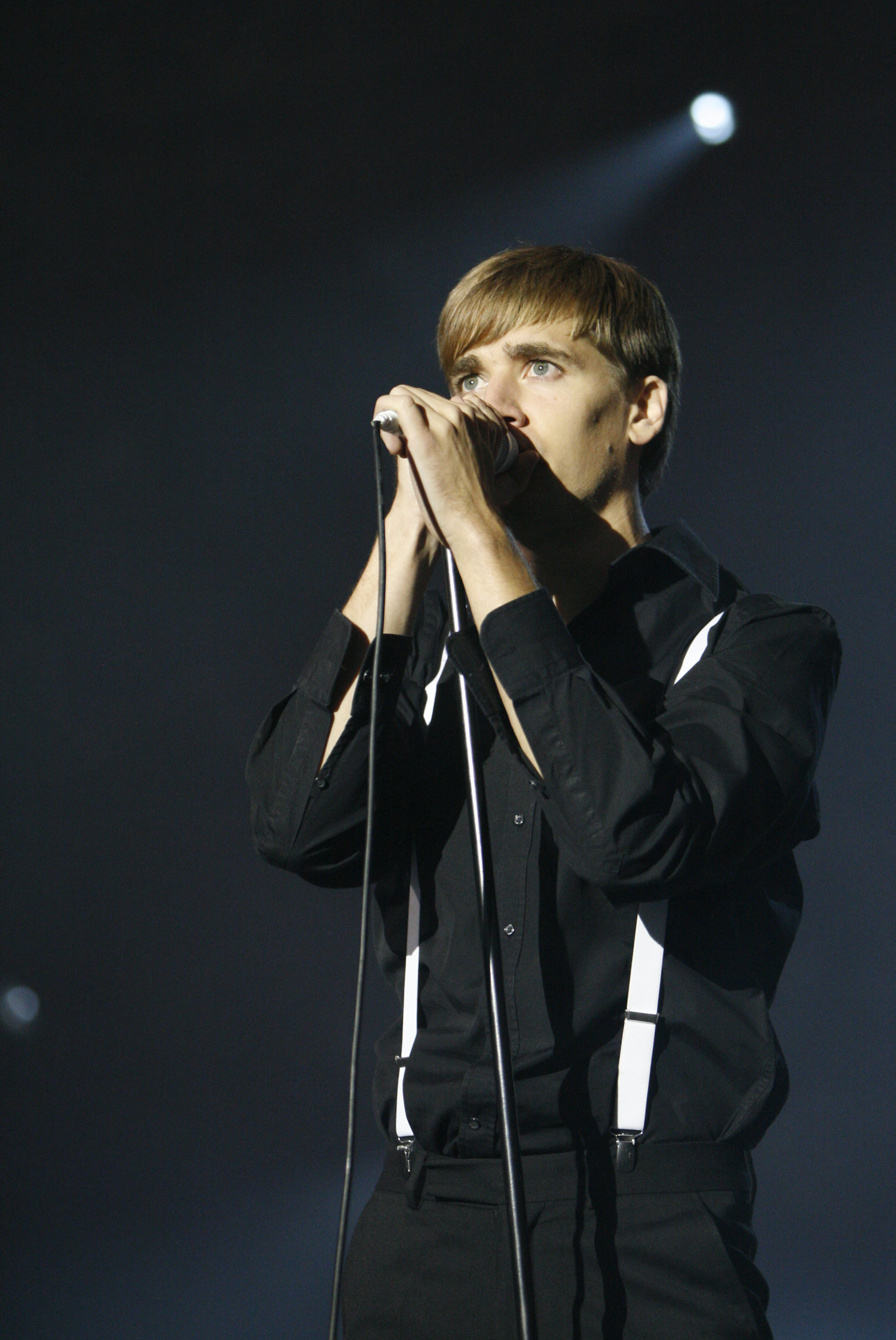
Frontman Howlin' Pelle Almqvist

V listopadu 2006 natočili The Hives singl s producentem Timbalandem. Píseň dostala název Throw It On Me a objevila se na jeho albu Presents Shock Value, které vyšlo 3. dubna 2007.

## Diskografie

### Alba

#### Studiová alba
- Barely Legal (1997)
- Veni Vidi Vicious (2000)
- Tyrannosaurus Hives (2004)
- The Black and White Album (2007)
- Lex Hives (2012)
- The Death of Randy Fitzsimmons (2023)

#### Kompilace
- Your New Favourite Band (2001)

#### EP
- Oh Lord! When? How? (1996)
- A.K.A. I-D-I-O-T (1998)
- A Killer Among Us (1998)